# بارنتتاون (ویرجینیای غربی)
بارنتتاون (به انگلیسی: Barnettown) یک منطقهٔ مسکونی در ایالات متحده آمریکا است که در شهرستان سامرز، ویرجینیای غربی واقع شده‌است. بارنتتاون ۴۷۹٫۱۵ متر بالاتر از سطح دریا واقع شده‌است.